# 東日本薬品
東日本薬品株式会社（ひがしにほんやくひん）は、茨城県に本社を置いていた、主に医薬品・医療機器の卸売りを扱う企業である。
その後、東邦薬品グループ・未来創生グループの一「アスカム」を経て、東邦薬品となる。

## 沿革
- 1951年（昭和26年）3月 設立
  - 代表取締役社長 吉川学
  - 代表取締役副社長 岩崎三郎
  - 代表取締役専務 田所重歳
  - 代表取締役専務 箕浦守庸
  - 代表取締役 吉川悟
  - 代表取締役 岩崎芳江
- 1974年（昭和49年）代表取締役会長　吉川学　代表取締役社長　岩崎三郎　就任
- 1963年（昭和38年）6月東京都に「大鵬薬品工業株式会社」（大塚製薬と全国の主要卸業者が出資して設立された企業である）設立。茨城地区独占販売契約を締結。大鵬薬品は1県1社代理店制度を採用する

## 営業
- 水戸市
- 日立市
- 土浦市
- いわき市
- 鹿嶋市
- 下館市
- 宇都宮市

## 主な取引メーカー
- 三共
- 田辺製薬
- 中外製薬
- 大鵬薬品
- 富山化学
- 第一製薬
- エーザイ
- 鳥居薬品
- 協和発酵